# 滿洲國中央政府機構職官列表

## 帝国政府内阁

### 皇帝（1932年—1945年）
| 執政（1932年—1934年）                                            |      |              |               |
| 1932年3月9日，滿洲國成立。日本邀請清遜帝溥儀出任「滿洲國執政」。 |      |              |               |
| 肖像                                                             | 名称 | 任職時間     | 離職時間      |
|                                                                  | 溥儀 | 1932年3月9日 | 1934年3月1日  |
| 皇帝（1934年—1945年）                                            |      |              |               |
| 1934年3月1日，滿洲國改國號為大滿洲帝國。溥儀登基成為開國皇帝。   |      |              |               |
| 肖像                                                             | 名称 | 任職時間     | 離職時間      |
|                                                                  | 溥儀 | 1934年3月1日 | 1945年8月18日 |

### 國務院（1932年—1945年）
| 國務總理（1932年—1934年）                                                                                    |        |               |               |
| 1934年3月1日，滿洲國實行帝制，溥儀作了滿洲國皇帝。隨即對滿洲國務院官制進行調整，將國務總理改稱國務總理大臣。 |        |               |               |
| 肖像 | 名称   | 任職時間      | 離職時間      |
| | 鄭孝胥 | 1932年3月9日  | 1934年3月1日  |
| 國務總理大臣（1934年—1945年）                                                                                |        |               |               |
| 肖像 | 名称   | 任職時間      | 離職時間      |
| | 鄭孝胥 | 1934年3月1日  | 1935年5月21日 |
| | 張景惠 | 1935年5月21日 | 1945年8月19日 |

### 監察院（1932年—1937年）
| 監察院長（1932年—1937年）       |                  |                |                |
| 肖像                            | 名称             | 任職時間       | 離職時間       |
|                                 | 于冲汉           | 1932年3月9日   | 1932年11月12日 |
|                                 | 品川主計（代理） | 1932年11月12日 | 1933年7月5日   |
|                                 | 羅振玉           | 1933年7月5日   | 1937年5月7日   |
|                                 | 寺崎英雄（代理） | 1937年5月7日   | 1937年7月1日   |
| 監察院審計部長（1932年—1936年） |                  |                |                |
| 肖像                            | 名称             | 任職時間       | 離職時間       |
|                                 | 寺崎英雄         | 1932年7月17日  | 1932年8月29日  |
|                                 | 品川主計         | 1932年8月29日  | 1935年5月29日  |
|                                 | 荒井靜雄         | 1935年6月3日   | 1936年7月1日   |

### 最高法院（1932年—1945年）
| 最高法院院長（1932年—1945年）       |            |                |                |
| 肖像                                | 名称       | 任職時間       | 離職時間       |
|                                     | 林棨       | 1932年3月9日   | 1939年12月18日 |
|                                     | 井野英一   | 1939年12月18日 | 1942年5月15日  |
|                                     | 婁學謙     | 1942年5月15日  | 1945年8月18日  |
| 最高法院次長（1932年—1945年）       |            |                |                |
| 肖像                                | 名称       | 任職時間       | 離職時間       |
|                                     | 井野英一   | 1936年7月1日   | 1939年12月18日 |
|                                     | 西久保良行 | 1942年5月15日  | 1945年4月21日  |
|                                     | 齋藤朔郎   | 1945年5月22日  | 1945年7月10日  |
|                                     | 青木佐治彥 | 1945年7月10日  | 1945年8月18日  |
| 最高法院檢查廳長（1932年—1945年）   |            |                |                |
| 肖像                                | 名称       | 任職時間       | 離職時間       |
|                                     | 李槃       | 1932年3月9日   | 1939年12月18日 |
|                                     | 徐維新     | 1939年12月18日 | 1945年8月18日  |
| 最高法院檢查廳次長（1936年—1945年） |            |                |                |
| 肖像                                | 名称       | 任職時間       | 離職時間       |
|                                     | 柴碩文     | 1936年7月1日   | 1938年8月2日   |
|                                     | 平田勳     | 1938年8月2日   | 1941年8月28日  |
|                                     | 石井謹爾   | 1941年11月1日  | 1945年8月18日  |

### 宮內府（1934年—1945年）
| 宮內府大臣（1934年—1945年） |            |               |               |
| 肖像                        | 名称       | 任職時間      | 離職時間      |
|                             | 沈瑞麟     | 1934年3月1日  | 1935年5月21日 |
|                             | 熙洽       | 1935年5月21日 |               |
| 宮內府次長（1934年—1945年） |            |               |               |
| 肖像                        | 名称       | 任職時間      | 離職時間      |
|                             | 入江貫一   | 1934年4月25日 | 1939年4月3日  |
|                             | 荒井靜雄   | 1939年4月3日  | 1939年5月27日 |
|                             | 鹿兒島虎雄 | 1939年5月27日 | 1943年6月19日 |
|                             | 荒井靜雄   | 1943年6月19日 |               |

### 參議府（1932年—1945年）
| 參議府議長（1932年—1945年）     |                |                |                |
| 肖像                            | 名称           | 任職時間       | 離職時間       |
|                                 | 張景惠         | 1932年3月9日   | 1935年5月21日  |
|                                 | 臧式毅         | 1935年5月21日  |                |
| 參議府副議長（1932年—1945年）   |                |                |                |
| 肖像                            | 名称           | 任職時間       | 離職時間       |
|                                 | 湯玉麟         | 1932年3月9日   | 1933年3月9日   |
|                                 | 張海鵬         | 1933年3月9日   | 1934年1月17日  |
|                                 | 筑紫熊七       | 1934年8月2日   | 1937年7月1日   |
|                                 | 田邊治通       | 1937年7月7日   | 1937年12月11日 |
|                                 | 橋本虎之助     | 1937年12月11日 | 1945年8月15日  |
| 參議府秘書局長（1932年—1945年） |                |                |                |
| 肖像                            | 名称           | 任職時間       | 離職時間       |
|                                 | 荒井靜雄       | 1932年6月1日   | 1938年3月1日   |
|                                 | 松木俠         | 1938年3月1日   | 1940年5月16日  |
|                                 | 神尾壹春       | 1940年5月21日  | 1942年2月13日  |
|                                 | 青木佐治彥     | 1942年2月13日  | 1945年7月10日  |
|                                 | 柳澤忠成       | 1945年7月10日  |                |
| 參議（1932年—1945年）           |                |                |                |
| 肖像                            | 名称           | 任職時間       | 離職時間       |
|                                 | 袁金鎧         | 1932年3月9日   | 1935年2月1日   |
|                                 | 羅振玉         | 1932年3月9日   | 1933年7月5日   |
|                                 | 貴福           | 1932年3月9日   | 1936年4月15日  |
|                                 | 張海鵬         | 1932年3月9日   | 1933年3月9日   |
|                                 | 筑紫熊七       | 1932年8月6日   | 1934年8月2日   |
|                                 | 程志遠         | 1932年8月15日  | 1932年12月7日  |
|                                 | 駒井德三       | 1932年10月5日  | 1933年7月12日  |
|                                 | 田邊治通       | 1933年1月14日  | 1937年12月11日 |
|                                 | 增韞           | 1933年2月12日  | 1937年5月7日   |
|                                 | 沈瑞麟         | 1933年5月21日  | 1940年5月18日  |
|                                 | 矢田七太郎     | 1934年2月23日  | 1937年12月11日 |
|                                 | 寶熙           | 1934年2月28日  | 1937年5月7日   |
|                                 | 胡嗣瑗         | 1934年2月28日  | 1939年4月24日  |
|                                 | 謝介石         | 1935年5月21日  | 1935年6月19日  |
|                                 | 榮厚           | 1936年8月27日  | 1942年9月28日  |
|                                 | 齊默特色木丕勒 | 1937年5月7日   | 1941年3月25日  |
|                                 | 大橋忠一       | 1937年12月11日 | 1939年8月17日  |
|                                 | 古田正武       | 1937年12月11日 | 1939年3月22日  |
|                                 | 直木倫太郎     | 1939年3月22日  | 1943年2月11日  |
|                                 | 于芷山         | 1939年4月2日   | 1942年9月29日  |
|                                 | 孫其昌         | 1940年5月16日  | 1942年9月28日  |
|                                 | 清原範益       | 1940年5月16日  | 1945年6月2日   |
|                                 | 丁鑑修         | 1940年5月16日  | 1942年9月28日  |
|                                 | 坪上貞二       | 1940年6月4日   | 1941年8月1日   |
|                                 | 札噶爾         | 1941年3月25日  | 1945年8月15日  |
|                                 | 小平權一       | 1941年8月25日  | 1942年4月      |
|                                 | 王靜修         | 1941年12月18日 | 1945年8月15日  |
|                                 | 井野英一       | 1942年5月15日  | 1945年8月15日  |
|                                 | 韋煥章         | 1942年9月28日  | 1945年3月12日  |
|                                 | 張煥相         | 1942年9月28日  | 1945年8月15日  |
|                                 | 蔡運升         | 1942年9月28日  | 1945年8月15日  |
|                                 | 丁超           | 1942年9月28日  | 1945年8月15日  |
|                                 | 高橋康順       | 1943年6月19日  | 1945年8月15日  |
|                                 | 鹿兒島虎雄     | 1943年6月19日  |                |
|                                 | 井上忠也       | 1944年10月2日  | 1945年8月15日  |
|                                 | 壽明阿         | 1945年7月20日  | 1945年8月15日  |

### 尚書府（1934年—1945年）
| 尚書府大臣（1934年—1945年） |        |               |                |
| 肖像                        | 名称   | 任職時間      | 離職時間       |
|                             | 郭宗熙 | 1934年3月1日  | 1934年12月29日 |
|                             | 袁金鎧 | 1935年2月1日  | 1944年4月24日  |
|                             | 吉興   | 1944年4月24日 |                |

### 民政部（1932年—1937年）
| 民政部總長（1932年—1934年） |        |               |               |
| 肖像                        | 名称   | 任職時間      | 離職時間      |
|                             | 臧式毅 | 1932年3月9日  | 1934年3月1日  |
| 民政部大臣（1934年—1937年） |        |               |               |
| 肖像                        | 名称   | 任職時間      | 離職時間      |
|                             | 臧式毅 | 1934年3月1日  | 1935年5月21日 |
|                             | 呂榮寰 | 1935年5月21日 | 1937年5月7日  |
|                             | 孫其昌 | 1937年5月7日  | 1937年7月1日  |
| 民政部次長（1932年—1937年） |        |               |               |
| 肖像                        | 名称   | 任職時間      | 離職時間      |
|                             | 葆康   | 1932年3月10日 | 1932年6月1日  |
|                             | 葆康   | 1932年6月1日  | 1934年12月1日 |
|                             | 趙鵬第 | 1934年12月1日 | 1937年7月1日  |

### 民生部（1937年—1945年）
| 民生部大臣（1937年—1945年） |          |                |                |
| 肖像                        | 名称     | 任職時間       | 離職時間       |
|                             | 孫其昌   | 1937年7月1日   | 1940年5月16日  |
|                             | 呂榮寰   | 1940年5月16日  | 1941年1月6日   |
|                             | 谷次亨   | 1941年1月6日   | 1942年9月28日  |
|                             | 于靜遠   | 1942年9月28日  | 1944年12月16日 |
|                             | 金名世   | 1944年12月16日 | 1945年3月12日  |
| 民生部次長（1937年—1945年） |          |                |                |
| 肖像                        | 名称     | 任職時間       | 離職時間       |
|                             | 宮澤唯重 | 1937年7月1日   | 1939年3月22日  |
|                             | 神吉正一 | 1939年3月22日  | 1940年5月16日  |
|                             | 土肥顓   | 1940年5月16日  | 1941年11月15日 |
|                             | 源田松三 | 1941年11月15日 | 1943年6月19日  |
|                             | 關屋悌藏 | 1943年6月19日  | 1945年3月12日  |

### 厚生部（1932年—1945年）
| 厚生部大臣（1945年—1945年）     |          |                |                |
| 肖像                            | 名称     | 任職時間       | 離職時間       |
|                                 | 金名世   | 1945年3月12日  |                |
| 厚生部次長（1945年—1945年）     |          |                |                |
| 肖像                            | 名称     | 任職時間       | 離職時間       |
|                                 | 關屋悌藏 | 1945年3月12日  |                |
| 民政部總務司長（1932年—1937年） |          |                |                |
| 肖像                            | 名称     | 任職時間       | 離職時間       |
|                                 | 中野琥逸 | 1932年3月12日  | 1932年10月10日 |
|                                 | 竹內德亥 | 1932年10月10日 | 1934年12月1日  |
|                                 | 清水良策 | 1934年12月1日  | 1936年6月12日  |
|                                 | 大津敏男 | 1936年6月12日  | 1937年6月30日  |
| 民政部地方處長（1932年—1933年） |          |                |                |
| 肖像                            | 名称     | 任職時間       | 離職時間       |
|                                 | 黃富俊   | 1932年6月1日   | 1933年2月28日  |
| 民政部地方司長（1933年—1937年） |          |                |                |
| 肖像                            | 名称     | 任職時間       | 離職時間       |
|                                 | 黃富俊   | 1933年2月28日  | 1937年7月1日   |

### 國民勤勞部（1945年—1945年）
| 國民勤勞部大臣（1945年—1945年） |          |               |          |
| 肖像                            | 名称     | 任職時間      | 離職時間 |
|                                 | 于鏡濤   | 1945年3月12日 |          |
| 國民勤勞部次長（1945年—1945年） |          |               |          |
| 肖像                            | 名称     | 任職時間      | 離職時間 |
|                                 | 半田敏治 | 1945年3月12日 |          |

### 文教部（1932年—1945年）
| 文教部總長（1932年—1934年）          |                |               |               |
| 肖像                                 | 名称           | 任職時間      | 離職時間      |
|                                      | 鄭孝胥（兼任） | 1932年7月6日  | 1934年3月1日  |
| 文教部大臣（1943年—1945年）          |                |               |               |
| 肖像                                 | 名称           | 任職時間      | 離職時間      |
| 1937年7月1日－1943年4月1日一度廢止。 |                |               |               |
|                                      | 鄭孝胥         | 1934年3月1日  | 1935年5月21日 |
|                                      | 阮振鐸         | 1935年5月21日 | 1937年6月21日 |
|                                      | 孫其昌         | 1937年6月21日 | 1937年6月30日 |
|                                      | 盧元善         | 1943年4月1日  |               |
| 文教部次長（1932年—1945年）          |                |               |               |
| 1937年7月1日－1943年4月1日一度廢止。 |                |               |               |
| 肖像                                 | 名称           | 任職時間      | 離職時間      |
|                                      | 許汝棻         | 1932年7月25日 | 1937年6月30日 |
|                                      | 田中義男       | 1943年4月1日  | 1945年7月10日 |
|                                      | 前野茂         | 1945年7月10日 |               |

### 軍政部（1932年—1937年）
| 軍政部總長（1932年—1934年） |                |                |                |
| 肖像                        | 名称           | 任職時間       | 離職時間       |
|                             | 馬占山         | 1932年3月9日   | 1932年5月19日  |
|                             | 鄭孝胥（兼任） | 1932年5月19日  | 1932年8月3日   |
|                             | 張景惠（兼任） | 1932年8月3日   | 1934年3月1日   |
| 軍政部大臣（1934年—1937年） |                |                |                |
| 肖像                        | 名称           | 任職時間       | 離職時間       |
|                             | 張景惠（兼任） | 1934年3月1日   | 1935年5月21日  |
|                             | 于芷山         | 1935年5月21日  | 1937年7月1日   |
| 軍政部次長（1932年—1937年） |                |                |                |
| 肖像                        | 名称           | 任職時間       | 離職時間       |
|                             | 王靜修         | 1932年3月10日  | 1934年11月15日 |
|                             | 郭恩霖         | 1934年11月15日 | 1935年5月29日  |
|                             | 李盛唐         | 1935年5月29日  | 1937年6月26日  |
|                             | 薄田美朝       | 1937年6月26日  | 1937年7月1日   |

### 治安部（1937年—1943年）
| 治安部大臣（1937年—1943年） |          |                |                |
| 肖像                        | 名称     | 任職時間       | 離職時間       |
|                             | 于芷山   | 1937年7月1日   | 1939年4月24日  |
|                             | 于琛澂   | 1939年4月24日  | 1942年9月28日  |
|                             | 邢士廉   | 1942年9月28日  | 1943年4月1日   |
| 治安部次長（1937年—1943年） |          |                |                |
| 肖像                        | 名称     | 任職時間       | 離職時間       |
|                             | 薄田美朝 | 1937年7月1日   | 1939年12月16日 |
|                             | 澀谷三郎 | 1939年12月18日 | 1943年4月1日   |
|                             |          |                |                |

### 軍事部（1943年—1945年）
| 肖像                        | 名称     | 任職時間     | 離職時間 |
| --------------------------- | -------- | ------------ | -------- |
| 軍事部大臣（1943年—1945年） |          |              |          |
| 肖像                        | 名称     | 任職時間     | 離職時間 |
|                             | 邢士廉   | 1943年4月1日 |          |
| 軍事部次長（1943年—1945年） |          |              |          |
| 肖像                        | 名称     | 任職時間     | 離職時間 |
|                             | 真井鶴吉 | 1943年4月1日 |          |

### 司法部（1932年—1945年）
| 司法部總長（1932年—1934年） |          |                |                |
| 肖像                        | 名称     | 任職時間       | 離職時間       |
|                             | 馮涵清   | 1932年3月9日   | 1934年3月1日   |
| 司法部大臣（1934年—1945年） |          |                |                |
| 肖像                        | 名称     | 任職時間       | 離職時間       |
|                             | 馮涵清   | 1934年3月1日   | 1937年5月7日   |
|                             | 張煥相   | 1937年5月7日   | 1942年9月28日  |
|                             | 閻傳紱   | 1942年9月28日  |                |
| 司法部次長（1936年—1945年） |          |                |                |
| 肖像                        | 名称     | 任職時間       | 離職時間       |
|                             | 古田正武 | 1936年6月9日   | 1937年12月11日 |
|                             | 及川德助 | 1937年12月11日 | 1940年12月23日 |
|                             | 前野茂   | 1940年12月23日 | 1945年7月10日  |
|                             | 辻朔郎   | 1945年7月10日  | 1945年8月19日  |

### 財政部（1932年—1937年）
| 財政部總長（1932年—1934年） |          |               |                |
| 肖像                        | 名称     | 任職時間      | 離職時間       |
|                             | 熙洽     | 1932年3月9日  | 1934年3月1日   |
| 財政部大臣（1934年—1937年） |          |               |                |
| 肖像                        | 名称     | 任職時間      | 離職時間       |
|                             | 熙洽     | 1934年3月1日  | 1935年5月21日  |
|                             | 孫其昌   | 1935年5月21日 | 1937年5月11日  |
|                             | 韓雲階   | 1937年5月11日 | 1937年6月30日  |
| 財政部次長（1932年—1936年） |          |               |                |
| 肖像                        | 名称     | 任職時間      | 離職時間       |
|                             | 孫其昌   | 1932年3月10日 | 1933年6月21日  |
|                             | 洪維國   | 1933年6月21日 | 1936年         |
|                             | 星野直樹 | 1936年6月9日  | 1936年12月16日 |

### 經濟部（1937年—1945年）
| 經濟部大臣（1937年—1945年） |            |                |                |
| 肖像                        | 名称       | 任職時間       | 離職時間       |
|                             | 韓雲階     | 1937年7月1日   | 1940年5月16日  |
|                             | 蔡運升     | 1940年5月16日  | 1942年9月28日  |
|                             | 阮振鐸     | 1942年9月28日  | 1944年12月16日 |
|                             | 于靜遠     | 1944年12月16日 |                |
| 經濟部次長（1937年—1945年） |            |                |                |
| 肖像                        | 名称       | 任職時間       | 離職時間       |
|                             | 西村淳一郎 | 1937年7月1日   | 1939年3月22日  |
|                             | 松田令輔   | 1939年3月22日  | 1940年5月16日  |
|                             | 古海忠之   | 1940年5月16日  | 1941年11月15日 |
|                             | 青木實     | 1941年11月15日 |                |

### 實業部（1932年—1937年）
| 實業部總長（1932年—1934年） |          |               |               |
| 肖像                        | 名称     | 任職時間      | 離職時間      |
|                             | 張燕卿   | 1932年3月9日  | 1934年3月1日  |
| 實業部大臣（1934年—1937年） |          |               |               |
| 肖像                        | 名称     | 任職時間      | 離職時間      |
|                             | 張燕卿   | 1934年3月1日  | 1935年5月21日 |
|                             | 丁鑑修   | 1935年5月21日 | 1937年5月7日  |
|                             | 呂榮寰   | 1937年5月7日  | 1937年6月30日 |
| 實業部次長（1936年—1936年） |          |               |               |
| 肖像                        | 名称     | 任職時間      | 離職時間      |
|                             | 高橋康順 | 1936年8月25日 | 1936年10月    |
|                             |          |               |               |

### 產業部（1937年—1940年）
| 肖像                        | 名称           | 任職時間      | 離職時間      |
| --------------------------- | -------------- | ------------- | ------------- |
| 產業部大臣（1937年—1940年） |                |               |               |
| 肖像                        | 名称           | 任職時間      | 離職時間      |
|                             | 呂榮寰         | 1937年7月1日  | 1940年5月16日 |
|                             | 于靜遠         | 1940年5月16日 | 1940年6月1日  |
| 產業部次長（1937年—1940年） |                |               |               |
| 肖像                        | 名称           | 任職時間      | 離職時間      |
|                             | 岸信介         | 1937年7月1日  | 1939年3月22日 |
|                             | 岸信介（兼任） | 1939年3月22日 | 1939年8月1日  |
|                             | 柏村稔三       | 1939年8月1日  | 1940年5月16日 |
|                             | 結城清太郎     | 1940年5月16日 | 1940年6月1日  |

### 興農部（1940年—1945年）
| 興農部大臣（1940年—1942年） |            |               |               |
| 肖像                        | 名称       | 任職時間      | 離職時間      |
|                             | 于靜遠     | 1940年6月1日  | 1942年9月28日 |
|                             | 黃富俊     | 1942年9月28日 |               |
| 興農部次長（1940年—1945年） |            |               |               |
| 肖像                        | 名称       | 任職時間      | 離職時間      |
|                             | 結城清太郎 | 1940年6月1日  | 1941年7月19日 |
|                             | 稻垣征夫   | 1941年7月19日 | 1945年5月15日 |
|                             | 島崎庸一   | 1945年5月15日 |               |

### 交通部（1932年—1945年）
| 交通部總長（1932年—1934年） |            |               |               |
| 肖像                        | 名称       | 任職時間      | 離職時間      |
|                             | 丁鑑修     | 1932年3月9日  | 1934年3月1日  |
| 交通部大臣（1934年—1945年） |            |               |               |
| 肖像                        | 名称       | 任職時間      | 離職時間      |
|                             | 丁鑑修     | 1934年3月1日  | 1935年5月21日 |
|                             | 李紹庚     | 1935年5月21日 | 1940年12月6日 |
|                             | 阮振鐸     | 1940年12月6日 | 1942年9月28日 |
|                             | 谷次亨     | 1942年9月28日 |               |
| 交通部次長（1937年—1945年） |            |               |               |
| 肖像                        | 名称       | 任職時間      | 離職時間      |
|                             | 平井出貞三 | 1937年7月1日  | 1939年2月8日  |
|                             | 飯野毅夫   | 1939年2月8日  | 1943年4月1日  |
|                             | 田倉八郎   | 1943年4月1日  |               |

### 外交部（1932年—1945年）
| 外交部總長（1932年—1934年）     |                |                |                |
| 肖像                            | 名称           | 任職時間       | 離職時間       |
|                                 | 謝介石         | 1932年3月9日   | 1934年3月1日   |
| 外交部大臣（1934年—1937年）     |                |                |                |
| 肖像                            | 名称           | 任職時間       | 離職時間       |
|                                 | 謝介石         | 1934年3月1日   | 1935年5月21日  |
|                                 | 張燕卿         | 1935年5月21日  | 1937年5月7日   |
|                                 | 張景惠（兼任） | 1937年5月7日   | 1937年7月1日   |
| 外交部大臣（1942年—1945年）     |                |                |                |
| 肖像                            | 名称           | 任職時間       | 離職時間       |
|                                 | 韋煥章         | 1942年4月20日  | 1942年9月28日  |
|                                 | 李紹庚         | 1942年9月28日  | 1944年12月16日 |
|                                 | 阮振鐸         | 1944年12月16日 |                |
| 外交部次長（1932年—1937年）     |                |                |                |
| 肖像                            | 名称           | 任職時間       | 離職時間       |
|                                 | 大橋忠一       | 1932年6月1日   | 1937年6月30日  |
| 外交部次長（1942年—1945年）     |                |                |                |
| 肖像                            | 名称           | 任職時間       | 離職時間       |
|                                 | 三浦武美       | 1942年4月20日  | 1943年9月2日   |
|                                 | 下村信貞       | 1943年9月2日   |                |
| 外交部政務司長（1932年—1937年） |                |                |                |
| 肖像                            | 名称           | 任職時間       | 離職時間       |
|                                 | 神吉正一       | 1932年8月22日  | 1936年9月21日  |
|                                 | 矢野征記       | 1936年9月21日  | 1937年6月30日  |
| 外交部政務司長（1942年—1945年） |                |                |                |
| 肖像                            | 名称           | 任職時間       | 離職時間       |
|                                 | 下村信貞       | 1942年4月20日  | 1943年9月2日   |
|                                 | 大江晃         | 1943年9月2日   | 1944年11月5日  |
|                                 | 下村信貞       | 1944年11月1日  | 1945年2月10日  |
|                                 | 松岡三雄       | 1945年2月10日  |                |

### 外務局（1937年—1942年）
| 外務局長官（1937年—1942年）     |                  |                |                |
| 肖像                            | 名称             | 任職時間       | 離職時間       |
|                                 | 大橋忠一         | 1937年7月1日   | 1937年12月11日 |
|                                 | 神吉正一（兼任） | 1937年12月11日 | 1938年4月8日   |
|                                 | 蔡運升           | 1938年4月8日   | 1940年5月16日  |
|                                 | 韋煥章           | 1940年5月16日  | 1942年4月20日  |
| 外務局次長（1937年—1942年）     |                  |                |                |
| 肖像                            | 名称             | 任職時間       | 離職時間       |
|                                 | 田代重德         | 1939年10月26日 | 1940年10月2日  |
|                                 | 三浦武美         | 1940年10月2日  | 1942年4月20日  |
| 外務局政務處長（1937年—1942年） |                  |                |                |
| 肖像                            | 名称             | 任職時間       | 離職時間       |
|                                 | 筒井潔           | 1937年7月1日   | 1937年12月1日  |
|                                 | 龜山一二         | 1937年12月1日  | 1940年4月21日  |
|                                 | 下村信貞         | 1940年4月21日  | 1942年4月20日  |
| 駐日公使（1933年—1935年）       |                  |                |                |
| 肖像                            | 名称             | 任職時間       | 離職時間       |
|                                 | 丁士源           | 1933年4月26日  | 1935年6月19日  |
| 駐日大使（1935年—1945年）       |                  |                |                |
| 肖像                            | 名称             | 任職時間       | 離職時間       |
|                                 | 謝介石           | 1935年6月19日  | 1937年6月23日  |
|                                 | 阮振鐸           | 1937年6月23日  | 1940年12月6日  |
|                                 | 李紹庚           | 1940年12月6日  | 1942年9月29日  |
|                                 | 王允卿           | 1942年9月29日  |                |
| 駐華大使（1941年—1945年）       |                  |                |                |
| 肖像                            | 名称             | 任職時間       | 離職時間       |
|                                 | 呂榮寰           | 1941年1月6日   | 1944年12月16日 |
|                                 | 李紹庚           | 1944年12月16日 |                |
| 駐德公使（1938年—1945年）       |                  |                |                |
| 肖像                            | 名称             | 任職時間       | 離職時間       |
|                                 | 呂宜文           | 1938年8月16日  | 1945年5月      |

### 總務廳（1932年—1945年）
| 總務廳長官（1932年—1933年）     |                  |                |                |
| 肖像                            | 名称             | 任職時間       | 離職時間       |
|                                 | 駒井德三（兼任） | 1932年3月10日  | 1932年10月5日  |
|                                 | 阪谷希一（代理） | 1932年10月5日  | 1933年7月22日  |
| 總務廳長（1933年—1937年）       |                  |                |                |
|                                 | 遠藤柳作         | 1933年7月22日  | 1935年5月11日  |
|                                 | 長岡隆一郎       | 1935年5月11日  | 1936年4月3日   |
|                                 | 大達茂雄         | 1936年4月9日   | 1936年12月16日 |
|                                 | 星野直樹         | 1936年12月16日 | 1937年7月1日   |
| 總務長官（1937年—1945年）       |                  |                |                |
| 肖像                            | 名称             | 任職時間       | 離職時間       |
|                                 | 星野直樹         | 1937年7月1日   | 1940年7月21日  |
|                                 | 武部六藏         | 1940年7月24日  | 1945年8月19日  |
| 總務廳次長（1932年—1945年）     |                  |                |                |
| 肖像                            | 名称             | 任職時間       | 離職時間       |
|                                 | 阪谷希一         | 1932年6月1日   | 1935年5月15日  |
|                                 | 大達茂雄         | 1935年5月15日  | 1936年4月9日   |
|                                 | 神吉正一         | 1936年6月2日   | 1939年3月22日  |
|                                 | 谷次亨           | 1937年7月1日   | 1941年1月6日   |
|                                 | 岸信介           | 1939年3月22日  | 1939年10月19日 |
|                                 | 薄田美朝         | 1939年10月19日 | 1940年5月16日  |
|                                 | 松木俠           | 1940年5月16日  | 1943年6月19日  |
|                                 | 王允卿           | 1941年1月6日   | 1942年9月29日  |
|                                 | 古海忠之         | 1941年11月15日 |                |
|                                 | 盧元善           | 1942年9月29日  | 1943年4月1日   |
|                                 | 徐家恒           | 1943年4月1日   | 1944年12月16日 |
|                                 | 源田松三         | 1943年6月16日  | 1945年3月12日  |
|                                 | 王賢湋           | 1944年12月16日 |                |
| 總務廳企畫處長（1935年—1945年） |                  |                |                |
| 肖像                            | 名称             | 任職時間       | 離職時間       |
|                                 | 松田令輔         | 1935年11月8日  | 1939年3月22日  |
|                                 | 神田暹           | 1939年3月22日  | 1940年7月3日   |
|                                 | 柏村稔三         | 1940年7月3日   | 1940年10月1日  |
|                                 | 青木實           | 1940年10月1日  | 1941年11月15日 |
|                                 | 古海忠之         | 1941年11月15日 | 1942年4月20日  |
|                                 | 楠見義男         | 1942年4月20日  | 1943年7月22日  |
|                                 | 高倉正           | 1943年7月22日  | 1945年5月15日  |
| 總務廳企畫局長（1945年—1945年） |                  |                |                |
| 肖像                            | 名称             | 任職時間       | 離職時間       |
|                                 | 古海忠之         | 1945年5月15日  |                |
| 總務廳情報處長（1933年—1937年） |                  |                |                |
| 肖像                            | 名称             | 任職時間       | 離職時間       |
|                                 | 川崎寅雄（兼任） | 1933年4月1日   | 1934年3月24日  |
|                                 | 宮脅襄二         | 1934年3月24日  | 1935年11月8日  |
|                                 | 宮脅襄二         | 1935年11月8日  | 1937年6月30日  |
| 總務廳弘報處長（1937年—1945年） |                  |                |                |
| 肖像                            | 名称             | 任職時間       | 離職時間       |
|                                 | 堀內一雄         | 1937年7月1日   | 1938年9月28日  |
|                                 | 神吉正一（兼任） | 1938年9月28日  | 1939年3月22日  |
|                                 | 武藤富男         | 1939年3月22日  | 1943年5月1日   |
|                                 | 市川敏           | 1943年5月1日   | 1945年2月1日   |
|                                 | 島崎庸一         | 1945年2月1日   | 1945年5月15日  |
|                                 | 古海忠之（兼任） | 1945年5月15日  |                |
| 總務廳主計處長（1932年—1945年） |                  |                |                |
| 肖像                            | 名称             | 任職時間       | 離職時間       |
|                                 | 阪谷希一（兼任） | 1932年6月1日   | 1932年7月17日  |
|                                 | 松田令輔         | 1932年7月17日  | 1935年11月8日  |
|                                 | 古海忠之         | 1935年11月8日  | 1940年5月16日  |
|                                 | 飯澤重一         | 1940年5月21日  | 1942年5月18日  |
|                                 | 伊藤博           | 1942年5月18日  |                |
| 總務廳人事處長（1932年—1945年） |                  |                |                |
| 肖像                            | 名称             | 任職時間       | 離職時間       |
|                                 | 高野忠雄         | 1932年4月26日  | 1932年6月1日   |
|                                 | 迫喜平次         | 1932年6月1日   | 1933年5月16日  |
|                                 | 皆川豊治         | 1933年5月16日  | 1934年12月1日  |
|                                 | 古海忠之         | 1934年12月1日  | 1935年3月19日  |
|                                 | 鹽原時三郎       | 1935年3月19日  | 1936年8月17日  |
|                                 | 源田松三         | 1936年8月17日  | 1939年4月18日  |
|                                 | 前野茂           | 1939年4月18日  | 1940年12月23日 |
|                                 | 星子敏雄         | 1940年12月23日 | 1945年2月1日   |
|                                 | 木田清           | 1945年2月1日   |                |
| 總務廳地方處長（1939年—1945年） |                  |                |                |
| 肖像                            | 名称             | 任職時間       | 離職時間       |
|                                 | 桂定治郎         | 1939年7月1日   | 1940年4月10日  |
|                                 | 菅太郎           | 1940年4月10日  | 1941年4月21日  |
|                                 | 岡本忠雄         | 1941年4月21日  | 1942年8月28日  |
|                                 | 岸谷隆一郎       | 1942年8月28日  | 1943年9月13日  |
|                                 | 源田松三         | 1943年9月13日  | 1945年3月12日  |
|                                 | 田村仙定（兼任） | 1945年3月12日  | 1945年5月15日  |
| 總務廳法制處長（1935年—1945年） |                  |                |                |
| 肖像                            | 名称             | 任職時間       | 離職時間       |
|                                 | 大坪保雄         | 1935年11月8日  | 1937年2月2日   |
|                                 | 神吉正一（兼任） | 1937年2月2日   | 1937年5月6日   |
|                                 | 松木俠（兼任）   | 1937年5月6日   | 1938年3月1日   |
|                                 | 青木佐治彥       | 1938年3月22日  | 1942年2月13日  |
|                                 | 宮本武夫         | 1942年2月13日  | 1944年7月8日   |
|                                 | 關根小鄉         | 1944年7月8日   |                |

### 內務局（1937年—1945年）
| 內務局長官（1937年—1939年）        |                |                |                |
| 肖像                               | 名称           | 任職時間       | 離職時間       |
| 1939年7月1日、內務局，總務廳併合。 |                |                |                |
|                                    | 大津敏男       | 1937年7月1日   | 1937年10月29日 |
|                                    | 御影池辰雄     | 1937年10月29日 | 1939年4月18日  |
|                                    | 谷次亨（兼任） | 1939年4月18日  | 1939年7月1日   |

### 審計局（1937年—1945年）
| 審計局長官（1937年—1945年） |                    |               |               |
| 肖像                        | 名称               | 任職時間      | 離職時間      |
|                             | 寺崎英雄           | 1937年7月1日  | 1938年3月1日  |
|                             | 荒井靜雄           | 1938年3月1日  | 1943年6月19日 |
|                             | 松木俠             | 1943年6月19日 | 1944年10月2日 |
|                             | 青木佐治彥（兼任） | 1944年10月2日 | 1945年5月15日 |
|                             | 向井俊郎           | 1945年5月15日 |               |

### 興安局、興安總署、蒙政部（1932年—1945年）
| 興安局總長（1932年—1932年）   |                |               |               |
| 肖像                          | 名称           | 任職時間      | 離職時間      |
|                               | 齊默特色木丕勒 | 1932年3月9日  | 1932年8月3日  |
| 興安總署總長（1932年—1934年） |                |               |               |
| 肖像                          | 名称           | 任職時間      | 離職時間      |
|                               | 齊默特色木丕勒 | 1932年8月3日  | 1934年12月1日 |
| 蒙政部大臣（1934年—1937年）   |                |               |               |
| 肖像                          | 名称           | 任職時間      | 離職時間      |
|                               | 齊默特色木丕勒 | 1934年12月1日 | 1937年5月7日  |
|                               | 張景惠（兼任） | 1937年5月7日  | 1937年7月1日  |
| 興安局總裁（1937年—1945年）   |                |               |               |
| 肖像                          | 名称           | 任職時間      | 離職時間      |
|                               | 札噶爾         | 1937年7月1日  | 1941年3月25日 |
|                               | 巴特瑪拉布坦   | 1941年3月25日 |               |

### 法制局（1932年—1935年）
| 法制局長（1932年—1935年）           |                  |               |               |
| 肖像                                | 名称             | 任職時間      | 離職時間      |
| 1935年11月8日，法制局、總務廳併合。 |                  |               |               |
|                                     | 松木俠           | 1932年4月26日 | 1932年9月19日 |
|                                     | 三宅福馬         | 1932年9月19日 | 1934年3月21日 |
|                                     | 遠藤柳作（兼任） | 1934年3月21日 | 1934年5月2日  |
|                                     | 大達茂雄         | 1934年5月2日  | 1935年5月15日 |
|                                     | 大達茂雄（兼任） | 1935年5月15日 | 1935年11月8日 |